# Irving John Good
Irving John Good (Londres, 9 de dezembro de 1916 — Radford (Virgínia), 5 de abril de 2009) foi um matemático britânico.
Trabalhou com criptografia no Bletchley Park com Alan Turing. Após a Segunda Guerra Mundial continuou a trabalhar com Turing no projeto de computadores e estatística bayesiana na Universidade de Manchester. Good mudou-se para os Estados Unidos, onde foi professor no Instituto Politécnico e Universidade Estadual da Virgínia.

## Obras
- Probability and the Weighing of Evidence (1950), Griffin, London.
- Information, Weight of Evidence: The Singularity Between Probability Measures and Signal Detection (1974) with D.B. Osteyee, Springer, ISBN 978-3540067269.
- Good Thinking: The Foundations of Probability and Its Applications (1983) University of Minnesota Press. Republished by Dover in 2009.